# جشنواره بین‌المللی انیمیشن اتاوا

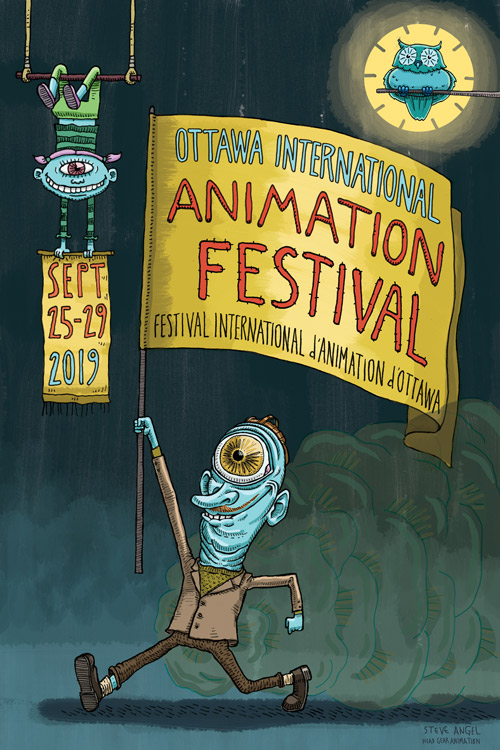
پوستر رسمی جشنواره بین‌المللی انیمیشن اتاوا در سال 2019

جشنوارهٔ بین‌المللی انیمیشن اتاوا (به انگلیسی: Ottawa International Animation Festival) جشنواره‌ای مربوط به فیلم‌های انیمیشن است که اولین بار در سال ۱۹۷۶ و در اتاوا، کانادا برگزار شد. در این جشنواره جوایزی به انیمیشن‌های برتر اهدا می‌شود.